# Dietorelle
Dietorelle är ett sockerfritt godis sötat med bland annat neohesperidindihydrochalkon och acesulfam-K. Dietorelle erhålls i flera olika varianter som till exempel vingummin, hårda karameller och kolor, och finns i många olika smaker. Det är särskilt riktat till diabetiker och bantare. Dietorelle är ett ledande märke bland sockerfritt godis i Italien.
Katjes International förvärvade Cloetta Italien 2017, där Dietorelle var ett av varumärkena som ingick.